# Opéra bouffe
Cet article possède un paronyme, voir Bouffe.
Ne doit pas être confondu avec Opera buffa.
Un opéra bouffe est un opéra traitant d'un sujet comique ou léger.

## Historique

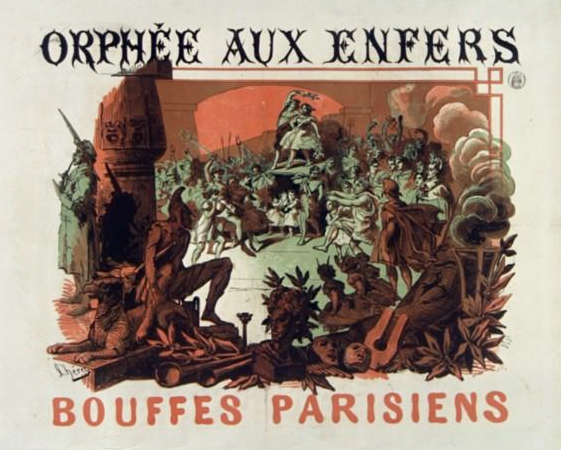
Affiche de la création dOrphée aux Enfers d'Offenbach au Bouffes-Parisiens en 1858.

Au XVIIIe siècle, l'appellation « opéra bouffon » est employée pour différencier une catégorie particulière d'opéras-comiques. Ce n'est qu'au XIXe que le terme d'« opéra bouffe » apparaît sous la plume de Jacques Offenbach lorsqu'il prend en 1855 la direction des Bouffes-Parisiens.

## Caractéristiques
Bien qu'ils comportent tous deux des dialogues parlés, l'opéra-comique peut traiter de sujets « sérieux » comme Carmen, alors que le caractère de l'opéra bouffe est principalement « bouffon ».
Inspiré de l'opera buffa italien, le terme fut choisi par Offenbach pour désigner des œuvres plus ambitieuses que ses opérettes, tant par leur style musical que par le nombre de protagonistes pouvant rivaliser avec les œuvres du grand répertoire. De même, les livrets étaient souvent plus portés à la parodie ou à la satire que ceux des opérettes qui traitaient d'histoires plutôt sentimentales.
C'est sur la base de la nature légère ou sarcastique de leur livret, associée à une écriture musicale recherchée, que des œuvres d'Emmanuel Chabrier ou Francis Poulenc furent qualifiées d'opéras bouffes.
Selon l'importance des effectifs requis et la qualité musicale, on peut également trouver les appellations d'« opéra bouffon », « opérette bouffe » ou « bouffonnerie musicale ».

## Œuvres

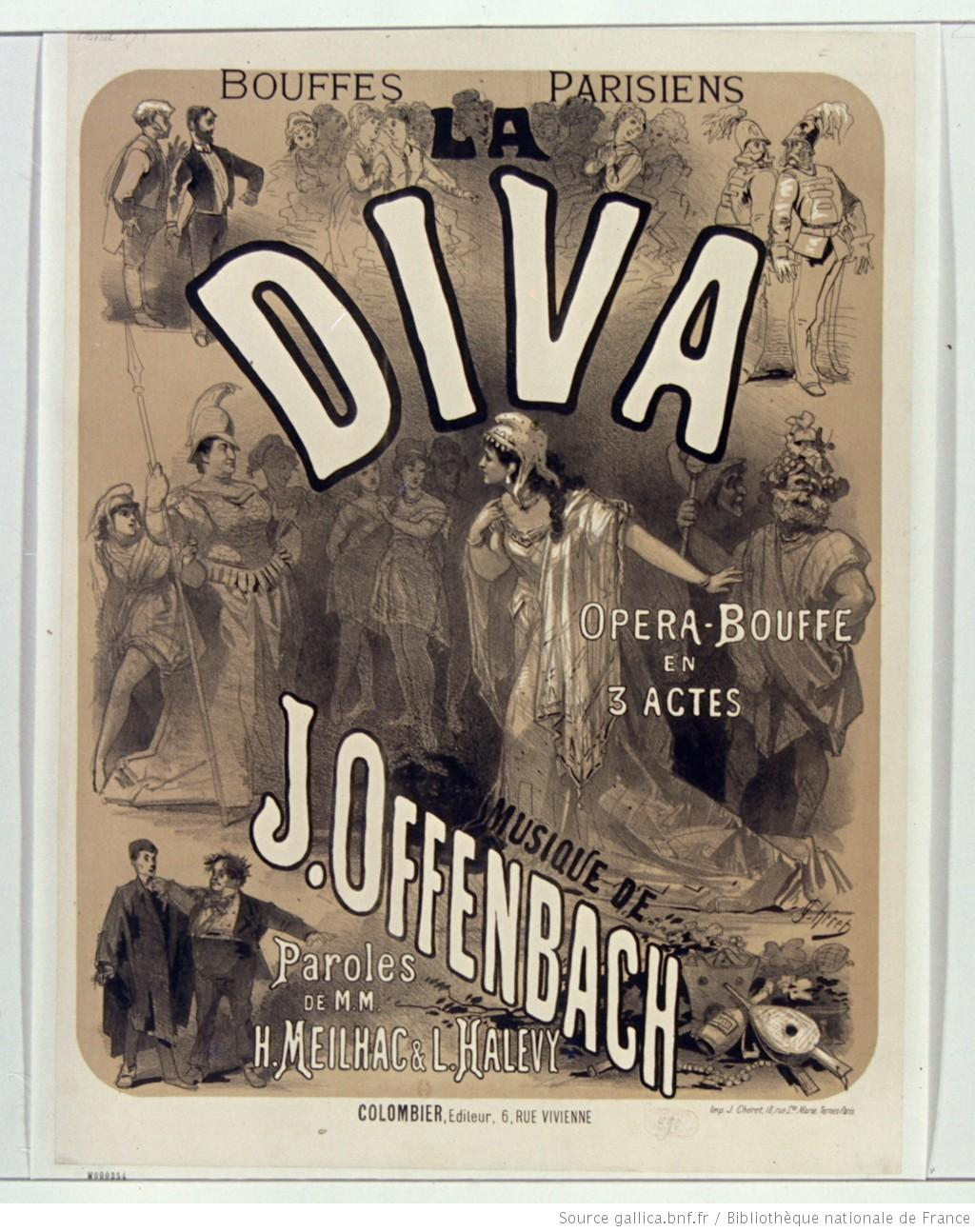
Affiche de la création de La Diva d'Offenbach aux Bouffes-Parisiens en 1869.

Parmi les opéras bouffes - ou assimilés - les plus célèbres, on peut citer :
- La Servante maîtresse de Giovanni Battista Pergolesi (1733) 
Intermezzo en deux actes, précurseur de l'opéra bouffe, qui provoqua la querelle des Bouffons.
- Il Filosofo di campagna (Le Philosophe de campagne) de Baldassare Galuppi (1754)
- La Cecchina de Niccolò Piccinni (1760)
- Lo Speziale (L'Apothicaire) de Joseph Haydn (1768)
- Les Noces de Figaro de Wolfgang Amadeus Mozart (1786)
- Nina de Giovanni Paisiello (1789)
- Così fan tutte de Wolfgang Amadeus Mozart (1790)
- Le Mariage secret de Domenico Cimarosa (1792)
- L'Italienne à Alger de Gioachino Rossini (1813)
- Le Turc en Italie de Gioachino Rossini (1814)
- Le Barbier de Séville de Gioachino Rossini (1816)
- La Cenerentola de Gioachino Rossini (1817)
- Le Comte Ory de Gioachino Rossini (1828)
- L'Élixir d’amour de Gaetano Donizetti (1832)
- Don Pasquale de Gaetano Donizetti (1843)
- Orphée aux Enfers de Jacques Offenbach (1858)
- La Belle Hélène de Jacques Offenbach (1864)
- La Vie parisienne de Jacques Offenbach (1866)
- La Fiancée vendue de Bedřich Smetana (1866)
- La Grande-duchesse de Gérolstein de Jacques Offenbach (1867)
- L'Œil crevé d'Hervé (1867)
- La Périchole de Jacques Offenbach (1868)
- Le Petit Faust d'Hervé (1869)
- L'Étoile d'Emmanuel Chabrier (1877)
- Falstaff de Giuseppe Verdi (1893)
- Au temps des croisades de Claude Terrasse (1901)
- Le Choix d’une fiancée de Ferruccio Busoni (1912)
- Mavra d'Igor Stravinsky (1922)
- Le Testament de la tante Caroline d'Albert Roussel (1933)
- Les Mamelles de Tirésias de Francis Poulenc (1947)
- La Princesse de Babylone de Claude Arrieu (1960)
- Les Boulingrin de Georges Aperghis (2010)[3]